# Stiftung Deutsche Jugendmarke
Die Stiftung Deutsche Jugendmarke e. V. wurde als rechtlich selbständiger Verein am 5. März 1965 gegründet. Der Verein verwaltet die Zuschlagerlöse, die ihm aus dem Verkauf der seit jährlich vom Bundesminister der Finanzen ausgegebenen Sonderpostwertzeichen „Für die Jugend“ zufließen. Der erste vierwertige Markensatz „Schmetterlinge“ für die Bundesrepublik erschien 1962, Ausgaben für West-Berlin gab es von 1965 („Federwild“) bis 1990.
Stiftungszweck ist, mit diesen Mitteln Maßnahmen zum Wohle junger Menschen in Deutschland zu fördern. In dessen Rahmen kann der Verein auf allen Gebieten der Jugendhilfe tätig werden. Er führt keine eigenen Maßnahmen durch. Er fördert ausschließlich Projekte, Programme und Experimente, die insbesondere von den freien Trägern der Jugendhilfe durchgeführt werden.
Die Vergabe von Mitteln aus dem Zuschlagerlös der Jugendmarken erfolgt nach den Förderungsgrundsätzen der Stiftung Deutsche Jugendmarke e.V. Diese Kriterien sind:
- Besondere, beispielhafte Bedeutung der Projekte durch Modellhaftigkeit oder überregionale Bedeutung durch einen zumindest mehrere Bundesländer umfassenden Einzugsbereich.
- Übertragbarkeit auf vergleichbare Strukturen. Andere sollen nachmachen können, was mit Stiftungsmitteln modellhaft vorbereitet wird.
- Fantasie und Kreativität. Es geht nicht nur um ein „Mehr“, sondern vor allem um ein „Anders“ in der Kinder- und Jugendförderung.
- Solidität. Die Stiftung fördert keine Eintagsfliegen, sondern nur Vorhaben von Trägern, die Arbeitsfähigkeit und fachliche Kompetenz beweisen.
- Öffentlichkeit. In einer Medien- und Kommunikationsgesellschaft gedeiht nichts, was nicht bekannt ist. Durchdachte Öffentlichkeitsarbeit gehört zu jedem förderungswürdigen Projekt.
- Zuschüsse können grundsätzlich nur gemeinnützigen, anerkannten Trägern der Jugendhilfe gewährt werden.

Nicht gefördert werden:
- Regionale oder örtliche Maßnahmen,
- bereits begonnene Projekte,
- die laufenden Aufgaben eines Trägers.

Vereinssitz ist Bonn.